# Mohamed Sghaïer Ouled Ahmed
Œuvres principales
- Cantiques des six jours (1988)
- Je n’ai pas de problème (1989)
- Détails (1989)
- Le Sud de l’eau (1991)
- Testament (2002)
- États de route (2013)
- Conduite poétique de la révolution tunisienne (2013)

Mohamed Sghaïer Ouled Ahmed (arabe : محمد الصغير أولاد أحمد), né le 4 avril 1955 à Sidi Bouzid et mort le 5 avril 2016 à Tunis, est un poète tunisien.
Intellectuel de gauche ayant milité contre l'oppression sous les régimes de Habib Bourguiba puis Zine el-Abidine Ben Ali, il fait l'objet de multiples persécutions pour ses opinions. Bien des années avant la révolution tunisienne de 2011, sa poésie prophétisait l'avènement du soulèvement qui mettrait fin à la dictature.

## Enfance
Il naît dans un milieu socialement défavorisé, à une époque qui précède de peu l'accession du pays à l'indépendance. La pauvreté de sa région natale, marginalisée sous les régimes successifs de Habib Bourguiba et Zine el-Abidine Ben Ali, est un facteur déterminant dans la future vie du poète révolté. C'est en effet à Sidi Bouzid que la révolution tunisienne de 2011 voit le jour.

## Scolarité
Ouled Ahmed commence son instruction dans un kouttab (école coranique) puis rejoint l'école primaire d'An-Nwaïl à Sidi Bouzid. Après l'obtention du certificat d'études primaires, faute de collège à l'époque à Sidi Bouzid, il est admis au lycée de Gafsa comme élève interne.
Entre 1975 et 1977, il quitte le lycée pour poursuivre ses études à l'Institut supérieur de l'animation pour la jeunesse et la culture à Bir El Bey près de Tunis. Diplômé comme animateur de jeunesse, il revient en 1978 à Sidi Bouzid et y obtient le baccalauréat. L'année suivante, il part en France pour poursuivre des études de psychologie à l'université de Reims.

## Fonctions et responsabilités
Il travaille d'abord comme animateur dans des maisons de la culture en Tunisie et publie son premier recueil de poésie en 1984. En 1985, il est arrêté dans la vague de persécutions qui suit les émeutes du pain, alors qu'il participe à un sit-in de soutien à l'Union générale tunisienne du travail. Son incarcération est cependant de courte durée. En 1987, il est appréhendé à la sortie d'un bar, à Tunis, et condamné à un mois de prison pour ivresse publique et manifeste. À la suite de cette incarcération, il est licencié de son travail et reste au chômage jusqu'en 1993.
En 1992, il refuse une décoration par laquelle le pouvoir de Zine el-Abidine Ben Ali tente de le récupérer. En 1993, il réalise un rêve qui lui tenait à cœur depuis les années 1990, alors qu'il était étudiant à Paris : l'ouverture d'une Maison pour la poésie tunisienne. Le ministère de la Culture lui confie la direction de cette institution, fonction qu'il occupe jusqu'en 1997.

## Écriture

### Genre
Il commence à écrire à l'âge de 25 ans et c'est surtout comme une plume de combat, engagée à gauche, qu'il est connu. Son premier recueil de poésie, sorti en 1984 et marqué par le ton révolutionnaire, est interdit de diffusion et reste censuré jusqu'en 1988. De 1984 à 1987, il ne peut rien publier sous le régime de la censure. En 1989, profitant de l'état de grâce qui suit l'accession au pouvoir du président Ben Ali, il publie son deuxième recueil intitulé Mais je suis Ahmed (arabe : ولكنني أحمد).

### Textes
Comme personne ne l'a jamais aimé est sans doute l'un de ses poèmes les plus connus en Tunisie comme dans le reste du monde arabe. Hymne à l'amour de la patrie, il est mis en musique par divers compositeurs dont les Tunisiens Mohamed Bhar pour lui-même, Mohamed Mejri pour Sofia Sadok (ar) et Ilyes Yassine pour lui-même, ainsi que le Syrien Mohannad Nasr pour Faia Younan.
Femmes de mon pays devient quant à lui l'hymne des féministes, ou des femmes tout simplement, en Tunisie. On l'entonne en chœur chaque fois que les acquis de la femme tunisienne appellent une mobilisation de rue. Jamel Guenna met en musique ce poème pour le duo Oyoun Al Kalam composé d'Amel Hamrouni et Khemaïes Bahri.
Mon Dieu, aidez-moi contre eux est un pamphlet contre les tenants d'une pensée unique qui, en matière de croyance et de conduite, s'érigent en tuteurs de la conscience humaine. Au discours du takfirisme vouant à l'enfer « le mauvais garçon qui boit », Je n'ai pas de problème oppose la sérénité philosophique du poète qui, en matière de conduite, ne se conforme qu'aux lois de sa « cité parfaite » :
Jamais 

Je n’ai de problème

Après dix bouteilles vertes

Dont je ferai les bases de ma cité parfaite

Et nommerai mon commensal à sa tête

Puis ma poésie dictera sa loi

Je ramènerai les soldats à leur devoir sentimental

Et m’en irai

À mon verre oublié

Quand je serai mort

Seuls auront marché derrière moi ma plume

Mes chaussures

Et le rêve des bourreaux.
L'amour a aussi sa place dans les écrits de ce poète qui, selon Dominique de Villepin, « distraie, soulève, exhorte pour que surgisse la révélation de ce qui, jusqu'alors, n'avait jamais été cru possible ». Viens est l'un de ses poèmes d’achoug qui exhortent autant qu'ils tentent la femme désirée :
Viens... Ou que le songe t’amène

Viens... Je suis la lèvre interdite

Pose ma joue sur les tiennes une année

Et dors... Nous n’aurons plus de parole

Je suis le visionnaire... Et mes chemins sont trois

Devant ou devant ou devant.
L'humour noir qui marque un bon nombre de ses textes critiques est l'une des armes stylistiques qui consolident le pouvoir de ses mots. Cet humour a marqué même son combat pour la survie, et n'a pas ménagé le sacré.

## Ouled Ahmed et la révolution

### Amour de la patrie
Selon Taoufik Ben Brik, « rien n'attachait Ouled Ahmed, le poète du vin et de l'amour, à Tunis. Il n'a jamais cessé de la détester ». Vrai ou faux, ce témoignage se réfère bien à Tunis et non à la Tunisie qui est présente dans toute sa poésie. En octobre 2015, Ouled Ahmed déclare en effet que sa poésie « a toujours été dictée par [son] amour démesuré pour la Tunisie » et révèle que le toponyme national (Tounes) est aussi le prénom de sa mère.

### « Silex pyromaque »
Au lendemain de la révolution tunisienne de 2011, il rend hommage à Mohamed Bouazizi (natif comme lui de Sidi Bouzid), dont l'auto-immolation par le feu est aux origines de ce que l'on a convenu d'appeler le Printemps arabe :
« Au commencement, le silex pyromaque éclaira la nuit des hommes nés sans langage et sans cimetières. Entre-temps, le Seigneur dictait ses trois Livres à trois hommes instruits, issus des déserts du Moyen-Orient et n’étant pas moins informés que Miguel de Cervantès qui, plus tard, désignera Don Quichotte comme fondateur du roman occidental… Finalement, originaire d’un pays d’Afrique, un jeune homme sans nom décida d’en avoir un de lumineux et de flamboyant. Alors, il s’enflamma lui-même… par lui-même, puis enflamma les pays arabes dans leur totalité… Et le voilà qui dort dans l’une des contrées rurales de Sidi Bouzid, le voilà qui dort du sommeil du spectateur contemplant son propre incendie métamorphosé en astre terrestre à la lumière éclatante parmi les planètes du système solaire, et peut-être bien lunaire. »

### Culture salafiste
Après la victoire des islamistes d'Ennahdha à l'élection du 23 octobre 2011, Ouled Ahmed traduit ses déboires à travers de nombreux écrits. En août 2012, à la suite de propos virulents qu'il tient sur un plateau de télévision contre les islamistes, il est agressé, par des salafistes selon ses dires, ceux-là mêmes que le chef d'Ennahdha, Rached Ghannouchi, défend à l'époque comme étant des « missionnaires d'une nouvelle culture ». Sur sa page Facebook, Ould Ahmed écrit à ce propos :
« J'ai eu ma part de la « culture » à propos de laquelle Rached Ghannouchi dit : « les salafistes en sont les missionnaires ». Je ne suis pas le premier agressé ni ne serai le dernier. À partir de cet instant, je ne reconnais plus aucune légitimité et aucun civil ou militaire se taisant sur ces pratiques ne sera épargné par les bombes de la poésie et la foudre de la prose. »

## Maladie, derniers combats et décès

### Cancer avancé
Atteint de cancer décelé tardivement, Mohamed Sghaïer Ouled Ahmed est admis à l'hôpital militaire de Tunis en 2015. À la mi-juillet, un tweet annonce sa mort et la rumeur, relayée sur les réseaux sociaux, suscite la réaction d'Ouled Ahmed sur sa page Facebook. Son post est accompagné d'un lien vers la chanson Je voudrais pas crever de Têtes raides (texte de Boris Vian).

### Derniers combats
Ouled Ahmed ne dépose cependant pas la plume, son arme de combat, y compris aux moments où son état de santé empire. Tantôt il semble prendre son mal en patience, déclarant « J’ai perdu tous mes cheveux, mais je garde toute ma poésie, et je vaincrai cette futile maladie ». Tantôt, perdant tout espoir de guérison, il annonce son inéluctable fin. L'un de ses derniers textes, marqué par l'anaphore, traduit les affres de la mort qui le hantent.
En date du 4 avril 2016, soit un jour seulement avant sa mort, il publie douze photos sur sa page Facebook pour fêter son 61e anniversaire. Sa mort survenue le 5 avril est annoncée vers 16 h. L’enterrement, qui a lieu le lendemain, est marqué par une entorse au rite funéraire traditionnel. Selon certains juristes musulmans, la femme ne peut faire partie d'un cortège funèbre ni assister à un enterrement. Cet interdit qui n'est fondé sur aucun texte du Coran ou de la tradition n'est pas observé par la famille et les amis d'Ouled Ahmed. Tout comme à l'enterrement de Chokri Belaïd, le 7 février 2013,  il semble que la transgression de ce tabou plus conservateur que réellement islamique traduit un message des forces de la société civile tunisienne à ceux pour qui la femme est en tout lieu l'incarnation de la fitna.

### Hommages
Les médias tunisiens font écho à de nombreux hommages rendus au poète disparu. Les politiciens tunisiens, du président Béji Caïd Essebsi – qui se rend au domicile du défunt pour présenter ses condoléances à sa veuve et à sa famille — aux députés islamistes Samir Dilou et Abdellatif Mekki — qui sont présents aux funérailles — en passant par des ONG comme l'Union générale tunisienne du travail et le Syndicat national des journalistes tunisiens (en), ne sont pas restés indifférents à cette disparition.

Sur les réseaux sociaux, beaucoup d'artistes réagissent par des messages de sympathie adressés à la famille du défunt, comme Majida El Roumi sur sa page Facebook en date du 6 avril 2016 : 
« Ta poésie n'est pas seulement une harmonie de lettres et de mots. Ta poésie est belle à l'image de ta terre, de ton peuple, de ton enracinement dans un pays que j'ai aimé comme personne ne l'a aimé [...] Je te pleure comme te pleure Carthage aujourd'hui. Une belle chandelle s'est éteinte. Parce que nous sommes de terre et à la terre nous revenons. »
En 2017, la Poste tunisienne publie un timbre poste à son effigie.

## Distinctions

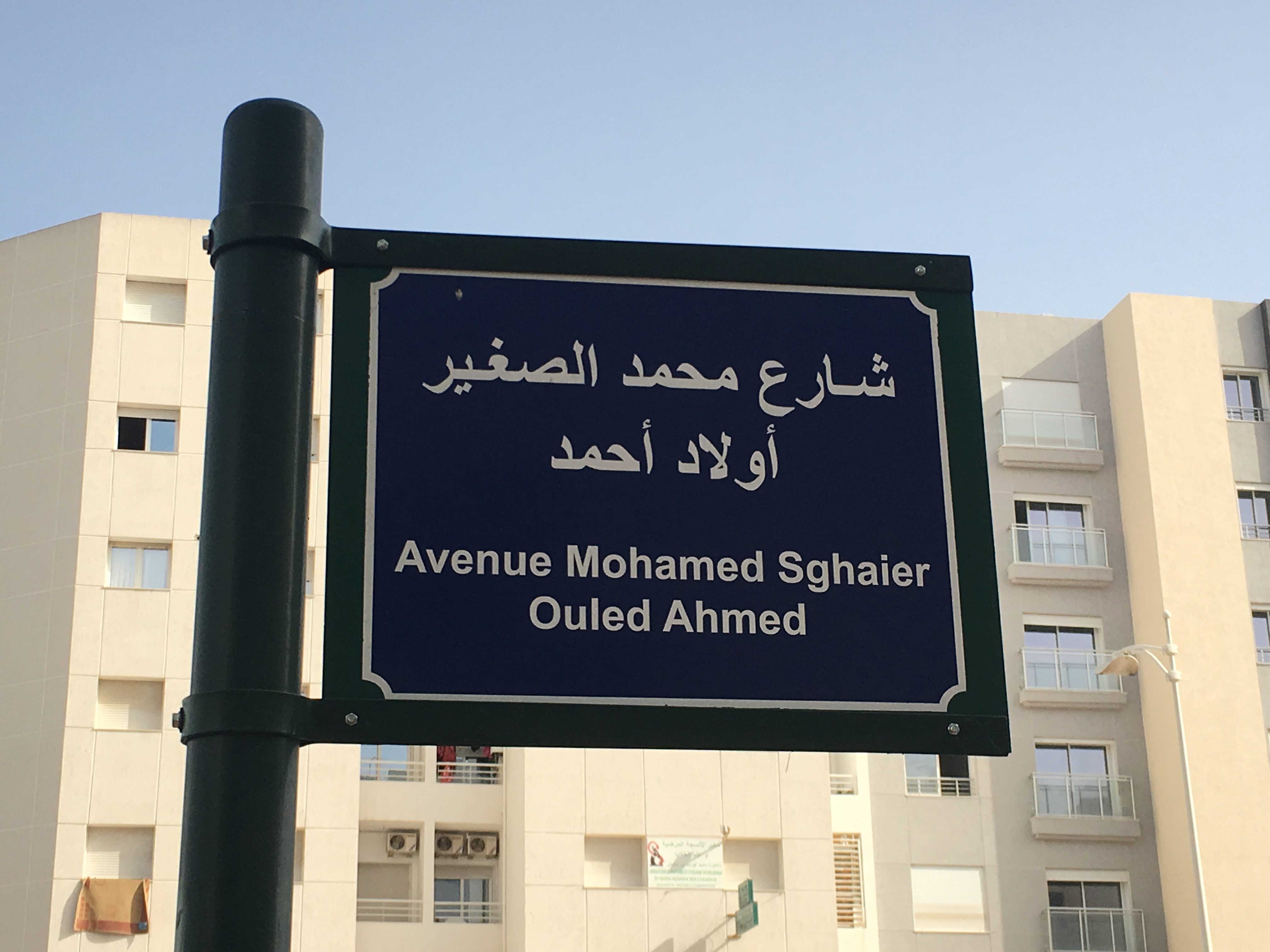
Avenue portant son nom dans le Centre urbain nord (Tunis).

En 2019, il est décoré à titre posthume des insignes de grand officier de l'Ordre tunisien du Mérite.

## Rapport à la religion
Malgré ses incessantes démêlés avec les intégristes, Mohamed Sghaïer Ouled Ahmed n'était ni agnostique ni athée. Laïc inconditionnel, il ne reconnaît aucune légitimité à ceux qui s'érigent en ministres de Dieu sur Terre, mais il est croyant et musulman. Le commun des islamistes qui n'apprécient pas le pouvoir de ses vers instrumentalisent certains de ses écrits, comme Mon Dieu, aidez-moi contre eux, afin de le faire passer pour un mécréant. Néanmoins, cet anathème takfiriste ne semble pas partagé par certains hommes politiques islamistes, à en juger par une photo publiée par Samir Dilou sur sa page Facebook en date du 9 avril 2015, l'anti-islamiste impénitent qu'est Ouled Ahmed n'étant pas nécessairement un intouchable pour tous ses adversaires politiques.

## Principales œuvres
- (ar) Cantiques des six jours, éd. Demeter, Tunis, 1988[27]
- (ar) Je n’ai pas de problème, éd. Cérès, Tunis, 1989
- (ar) Détails (prose), éd. Bayram, Tunis, 1989[1]
- (ar) Le Sud de l’eau, éd. Cérès, Tunis, 1991[27]
- (ar) Testament, éd. Manshurât Aouled Ahmed, Tunis, 2002[27]
- (ar) États de route (poésie), 2013[1]
- (ar) Conduite poétique de la révolution tunisienne (prose), 2013[1]